# Senso (biologia molecolare)

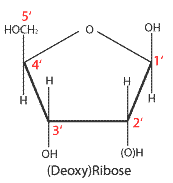
Una molecola di furanosio (anello zuccherino) con numerazione dei carboni

In biochimica, il concetto di senso si riferisce all'orientamento estremità-estremità di un singolo filamento di acido nucleico. Le convenzioni di nomenclatura degli anelli di zucchero contenuti nei nucleotidi hanno come diretta conseguenza la presenza di estremità 5′ ed  estremità 3′. Le posizioni relative di strutture a cavallo del filamento (geni, fattori di trascrizione o polimerasi) sono solitamente definite come a monte (verso l'estremità 5' del filamento) o a valle (verso l'estremità 3').
L'importanza di una tale modalità di nomenclatura appare evidente se si pensa al fatto che, in vivo, l'unica modalità di sintesi di un acido nucleico segue il senso 5′ → 3′, dal momento che la polimerasi è in grado di attaccare un nucleotide solo all'ossidrile presente al 3'. 
Tradizionalmente, le sequenze di DNA ed RNA sono scritte in senso 5′ → 3′.

## Estremità 3′

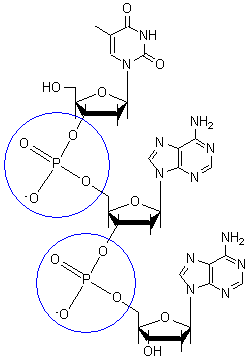
Un legame fosfodiesterico (cerchiato) tra nucleotidi

L'estremità 3′ (pronuncia: tre primo) di un filamento è così nominata perché termina con l'ossidrile in posizione 3 dell'anello di furanosio. Il 3′-ossidrile (o 3′-OH) è necessario per la sintesi di nuove molecole di acido nucleico, dal momento che può essere ligato al 5′-fosfato di un nucleotide appartenente ad un altro filamento, favorendo così l'unione dei due filamenti.
In biologia molecolare è possibile utilizzare nucleotidi privi di 3'-OH (dideossiribonucleotidi) per interrompere la replicazione del DNA. Tale tecnica, nota come metodo del dideossi, è utilizzata per il sequenziamento del DNA attraverso il metodo di Sanger.
L'estremità 3′ è anche il sito di poliadenilazione degli mRNA.

## Estremità 5′
L'estremità 5′ (pronuncia: cinque primo) di un filamento è così nominata perché termina con il gruppo chimico situato presso il carbonio in posizione 5 dell'anello di furanosio. Se a tale carbonio è legato un gruppo fosfato, è possibile la ligazione con l'estremità 3'-OH di un altro nucleotide. Se il fosfato non è presente, essa non può invece avvenire. In biologia molecolare si utilizzano le fosfatasi per rimuovere i fosfati presenti all'estremità 5' ed evitare indesiderate ligazioni.
L'estremità 5′ è il sito presso cui avviene l'aggiunta di 7-metil guanosina attraverso un inusuale legame 5'-5'. Tale evento, noto come capping, protegge il mRNA dalla degradazione mediata da esonucleasi.